# 8 de abril
8 de abril é o 98.º dia do ano no calendário gregoriano (99.º em anos bissextos). Faltam 267 dias para acabar o ano.

## Eventos históricos

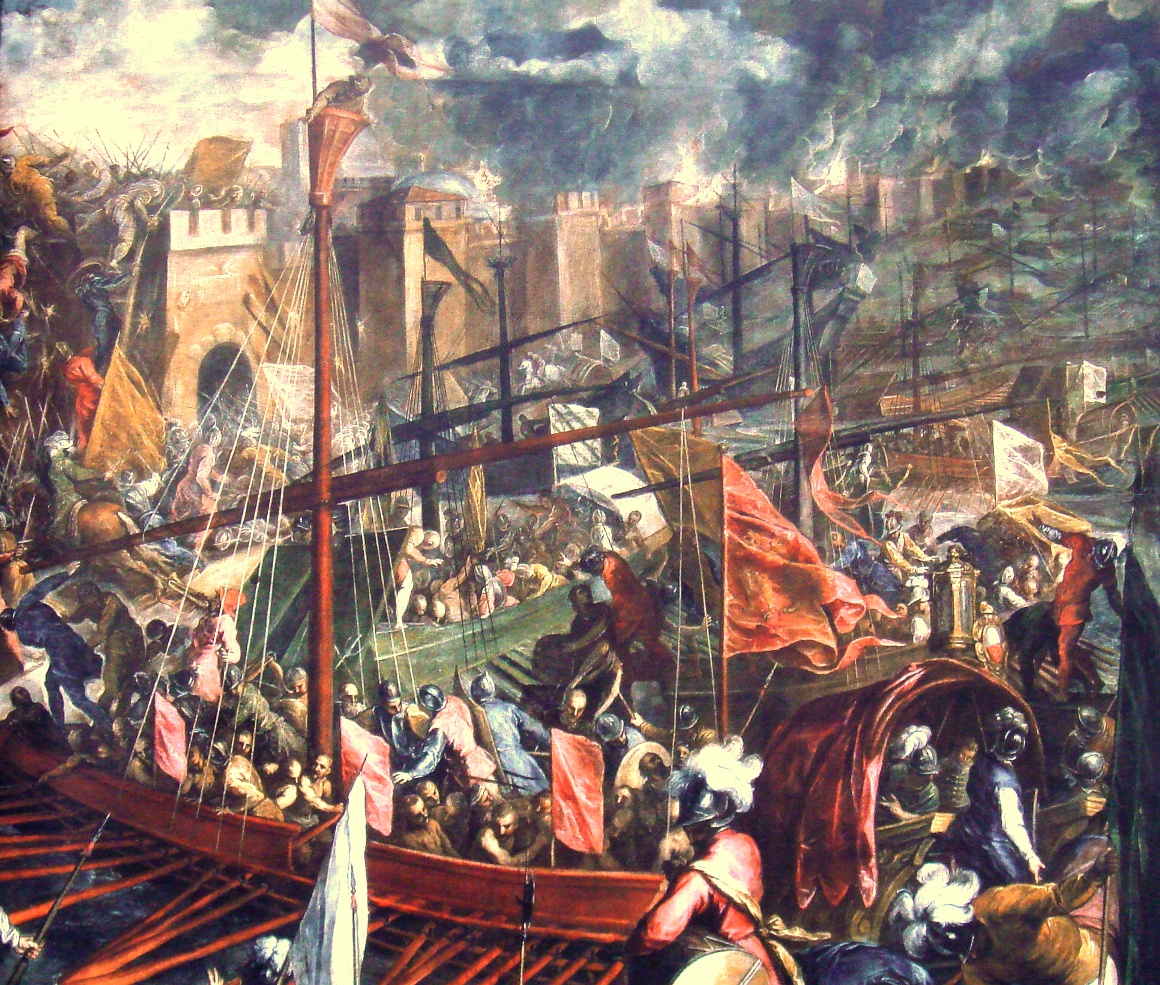
1204: Cerco de Constantinopla

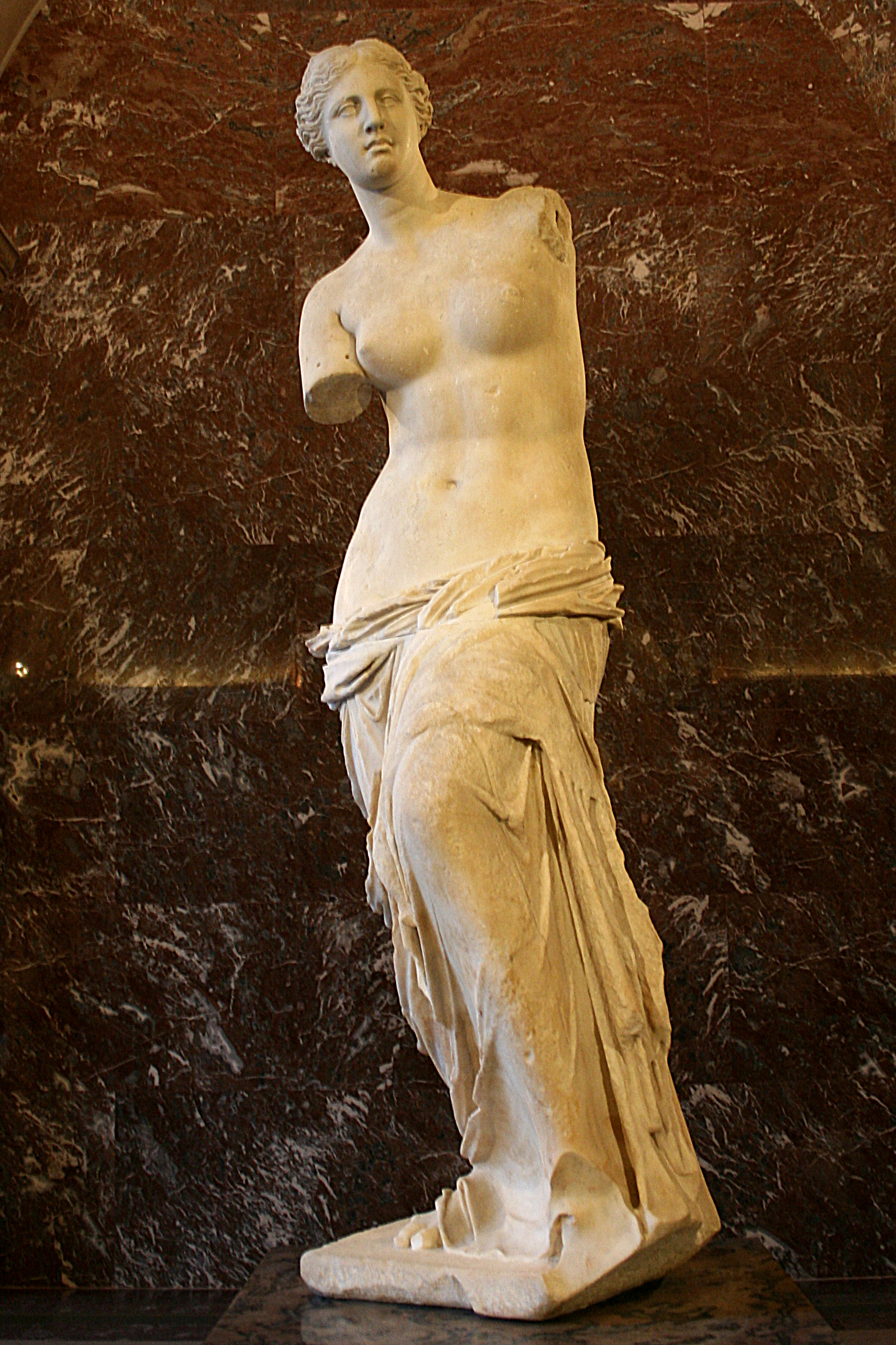
1820: Descoberta da Vênus de Milo na ilha de Milos

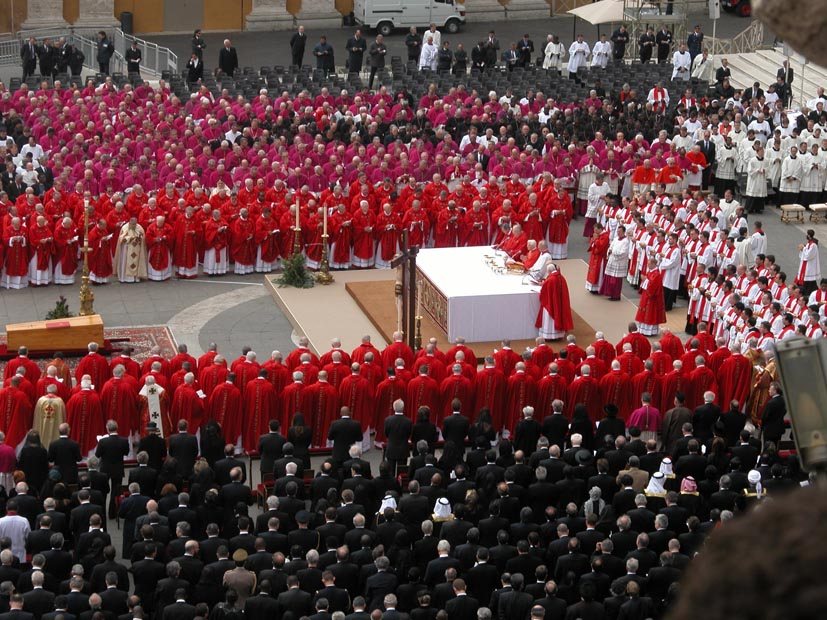
2005: Funeral de João Paulo II

- 0217 — O imperador romano Caracala é assassinado. É sucedido por seu prefeito do pretório, Macrino.
- 0632 — O rei Cariberto II é assassinado em Blaye (Gironda), junto com seu filho ainda criança Quilperico.
- 0876 — A Batalha de Dair Alacul salva Bagdá dos safáridas.
- 1139 — Rogério II da Sicília é excomungado pelo Papa Inocêncio II por apoiar Anacleto II como papa por sete anos, embora Rogério já tivesse reconhecido publicamente a reivindicação de Inocêncio ao papado.
- 1204 — As tropas da Quarta Cruzada iniciam um cerco a Constantinopla, que terminaria a 13 de abril com a conquista da cidade.
- 1250 — Sétima Cruzada: os aiúbidas do Egito capturam o rei Luís IX da França na Batalha de Fariskur.
- 1271 — Na Síria, o sultão Baibars do Egito e Síria conquista a Fortaleza dos Cavaleiros.
- 1378 — Bartolomeu Prignano se torna o Papa Urbano VI.
- 1455 — Alfonso de Borgia se torna o Papa Calisto III (foi um dos três sumos pontífices espanhóis).
- 1640 — Sai de Lisboa a esquadra que leva ao Estado do Brasil (Bahia) o primeiro vice-rei nomeado para este estado colonial português, o Marquês de Montalvão.
- 1719 — O bandeirante paulista Pascoal Moreira Cabral assina, às margens do rio Coxipó, a Ata de Fundação de Cuiabá, dando origem ao município brasileiro de Cuiabá.
- 1812 — O czar Alexandre I, imperador russo e grão-duque da Finlândia, anuncia oficialmente a transferência do status da capital finlandesa de Turku para Helsinque.[1]
- 1820 — A Vênus de Milo é descoberta na ilha egeana de Milos.
- 1832 — Guerra de Black Hawk: cerca de trezentas tropas de infantaria dos Estados Unidos saem de St. Louis para combater os nativos americanos da etnia sauk.
- 1866 — Itália e Prússia se aliam contra o Império Austríaco.
- 1888 — A tela Independência ou Morte, de Pedro Américo, foi exposta pela primeira vez na Academia Real de Belas Artes de Florença antes de ser entregue ao governo paulista três meses depois, para integrar a coleção do Museu Paulista.
- 1904
  - A França e o Reino Unido assinam a Entente Cordiale.
  - O místico britânico Aleister Crowley transcreve o primeiro capítulo do Livro da Lei.
- 1906 — Morre Auguste Deter, a primeira pessoa a ser diagnosticada com a doença de Alzheimer.
- 1911 — O físico neerlandês Heike Kamerlingh Onnes descobre a supercondutividade.
- 1918 — Primeira Guerra Mundial: os atores Douglas Fairbanks e Charlie Chaplin vendem bônus de guerra nas ruas do distrito financeiro da cidade de Nova Iorque.
- 1924 — Os tribunais da charia são abolidos na Turquia, como parte das Reformas de Atatürk.
- 1942
  - Segunda Guerra Mundial: Cerco a Leningrado: as forças soviéticas abrem uma ligação ferroviária muito necessária para Leningrado.
  - Segunda Guerra Mundial: os japoneses ocupam Bataan, nas Filipinas.
- 1946
  - Fundação da Universidade Federal da Bahia, em Salvador.
  - Électricité de France, a maior empresa de serviços públicos do mundo, é formada como resultado da nacionalização de vários produtores, transportadores e distribuidores de eletricidade.
- 1950 — Índia e Paquistão assinam o Pacto Liaquat–Nehru.
- 1954 — Voo South African Airways 201, um de Havilland DH.106 Comet 1 cai no mar durante a noite matando 21 pessoas.
- 1959
  - Uma equipe de fabricantes de computadores, usuários e pessoas de universidades dirigidos por Grace Hopper reúnem-se para discutir a criação de uma nova linguagem de programação que seria chamada de COBOL.
  - A Organização dos Estados Americanos elabora um acordo para criar o Banco Interamericano de Desenvolvimento.
- 1960 — Os Países Baixos e a Alemanha Ocidental assinam um acordo para negociar o retorno dos territórios alemães anexados pelos neerlandeses em troca de 280 milhões de marcos alemães como reparação de guerra.
- 1963 — Fundação do Museu de Arte Contemporânea da Universidade de São Paulo, em São Paulo.
- 1964 — Realizado o voo de teste da Gemini I.
- 1993
  - A Macedônia do Norte junta-se às Nações Unidas.
  - O ônibus espacial Discovery é lançado na missão STS-56.[2]
- 2002 — O ônibus espacial Atlantis é lançado na missão STS-110, transportando a treliça S0 para a Estação Espacial Internacional. O astronauta Jerry L. Ross também se torna a primeira pessoa a voar em sete voos espaciais.
- 2005
  - É realizado na Praça de São Pedro o funeral do Papa João Paulo II, na presença de um número expressivo de 300 000 fiéis. Foi o maior encontro único de chefes de estado e um dos maiores funerais da história.[3][4]
  - Ocorre um eclipse solar, visível sobre áreas do Oceano Pacífico e países da América Latina, como Costa Rica, Panamá, Colômbia e Venezuela.[5]
- 2010 — O presidente dos Estados Unidos, Barack Obama, e o presidente russo, Dmitry Medvedev, assinam o Novo Tratado START.[6]
- 2013 — O Estado Islâmico do Iraque entra na Guerra Civil Síria e começa declarando uma fusão com a Frente Al-Nusra sob o nome de Estado Islâmico do Iraque e do Levante.
- 2014 — O Windows XP atinge o fim da vida útil padrão e não é mais compatível.[7]
- 2017 — ETA informa a geolocalização de oito arsenais secretos e seu desarmamento.
- 2024 — Eclipse solar de 8 de abril de 2024: Um eclipse solar total ocorre, visível em toda a América do Norte.

## Nascimentos

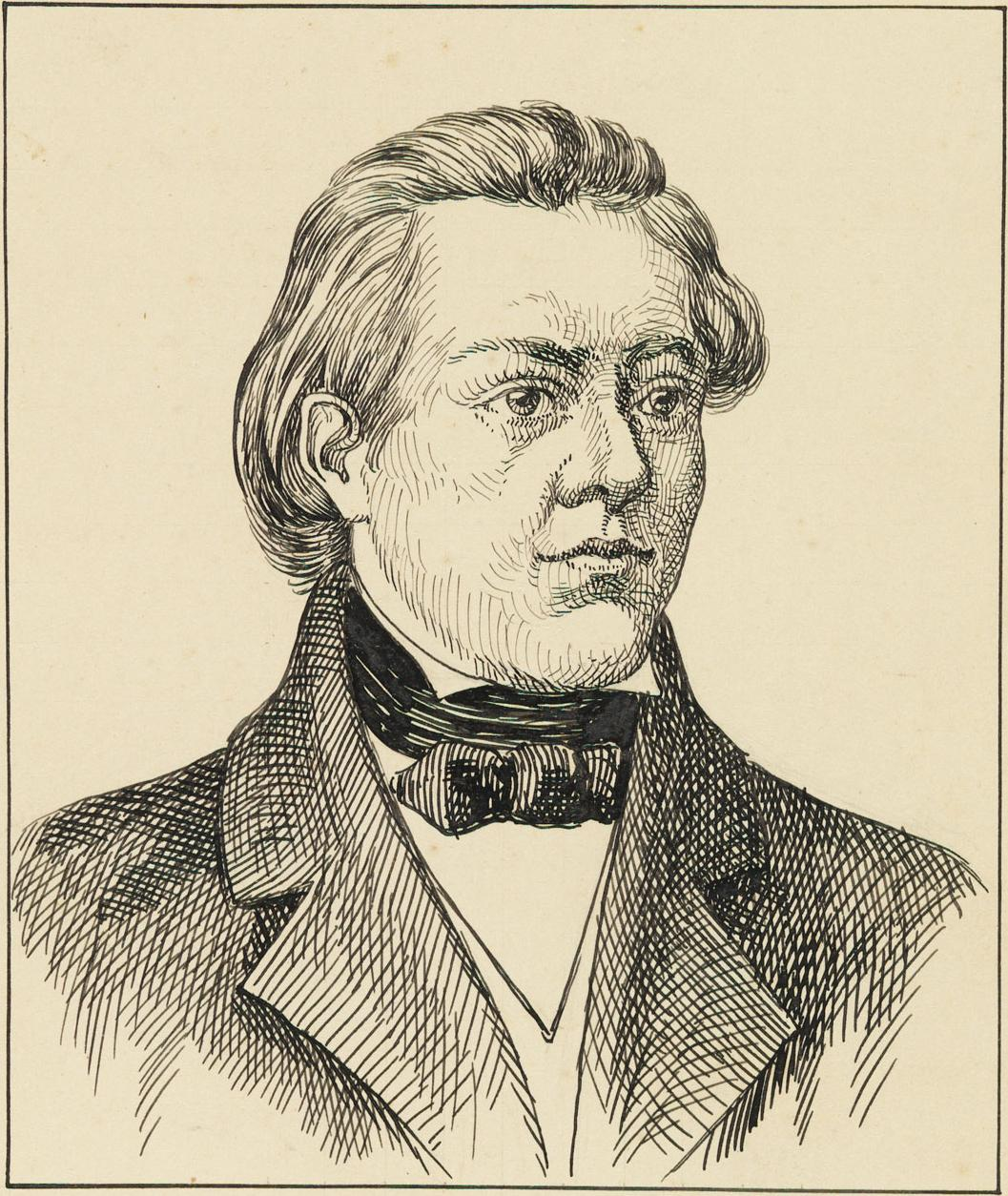
Basílio da Gama

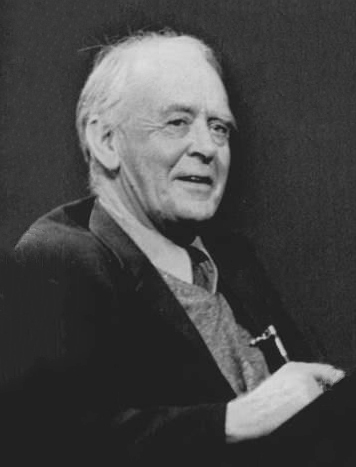
John Richard Hicks

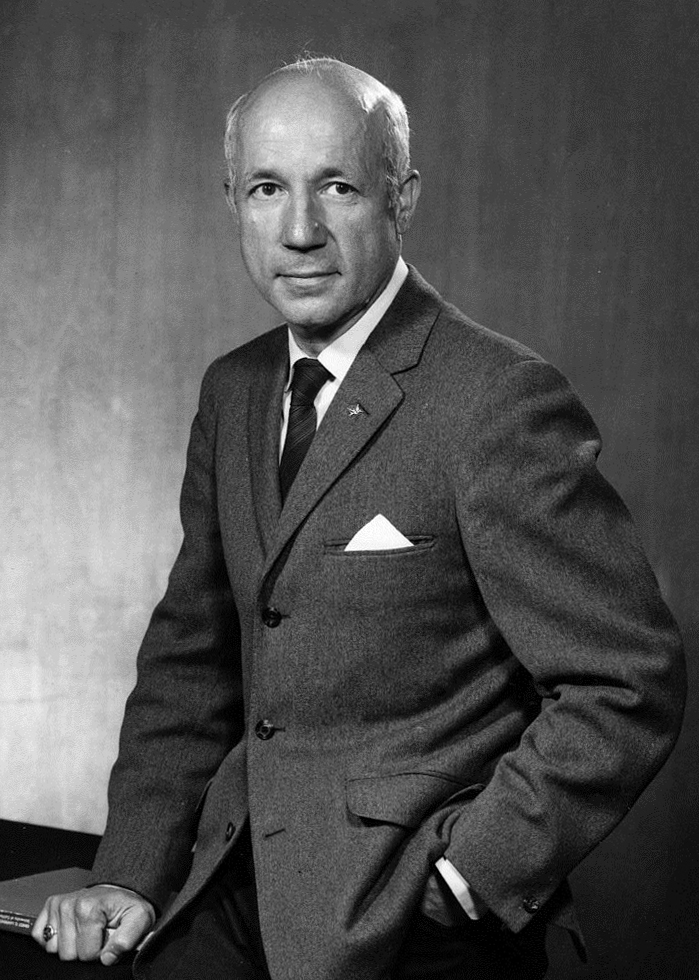
Melvin Calvin

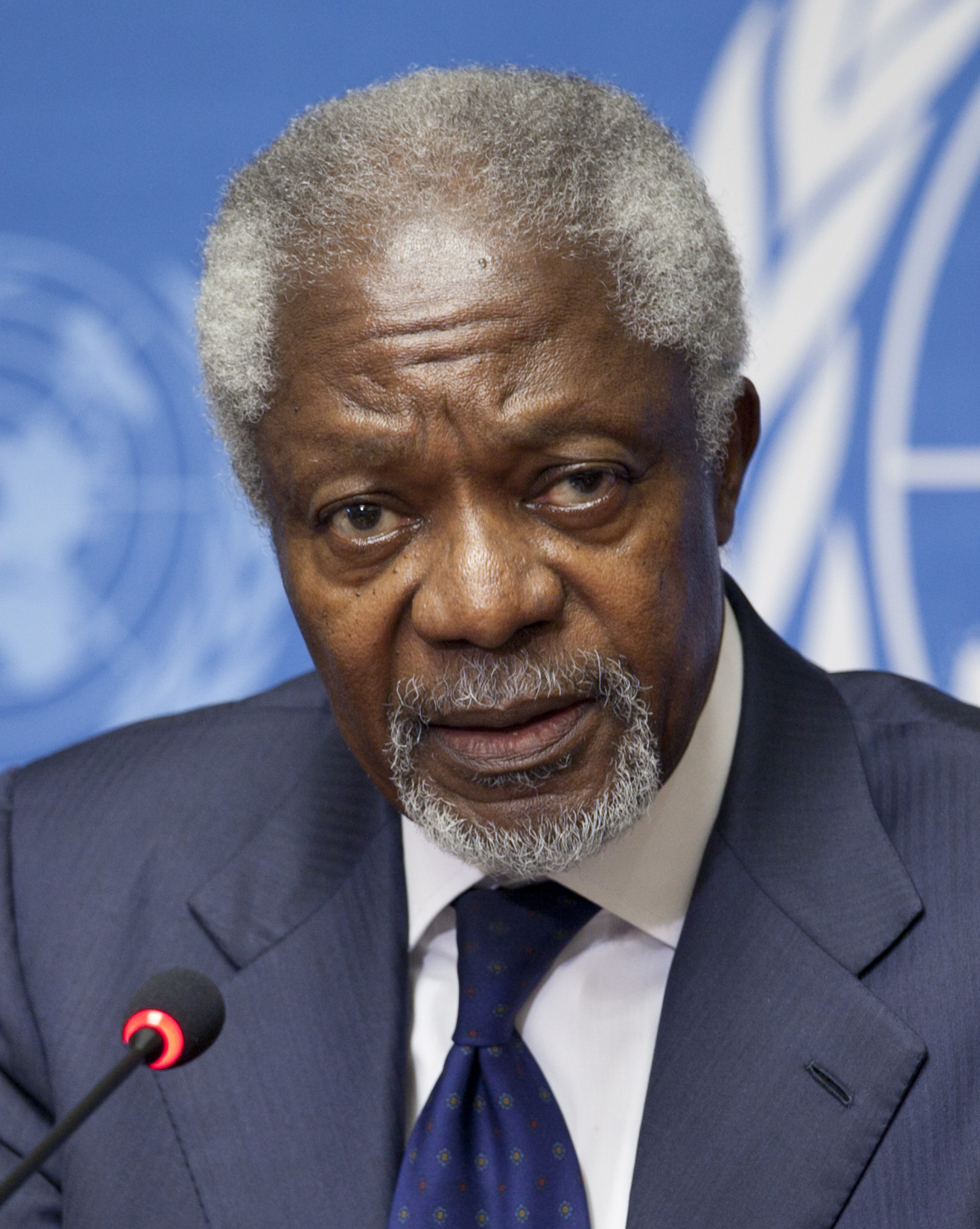
Kofi Annan

### Anteriores ao século XIX
- 1320 — Pedro I de Portugal (m. 1367).
- 1336 — Tamerlão, conquistador da Ásia Central (m. 1405).
- 1435 — João Clifford, nobre inglês (m. 1461).
- 1533 — Claudio Merulo, organista e compositor italiano (m. 1604).
- 1536 — Bárbara de Hesse (m. 1597).
- 1541 — Michele Mercati, médico e arqueólogo italiano (m. 1593).
- 1605 — Filipe IV da Espanha e III de Portugal (m. 1665).
- 1692 — Giuseppe Tartini, compositor e violinista italiano (m. 1770).
- 1722 — Caroline Stanhope, Condessa de Harrington (m. 1784).
- 1732 — David Rittenhouse, astrônomo e matemático americano (m. 1796).
- 1741 — Basílio da Gama, poeta brasileiro (m. 1795).
- 1761 — Guilherme José Chaminade, padre francês (m. 1850).
- 1784 — Dionisio Aguado, compositor e violonista espanhol (m. 1849).
- 1798 — Dionýsios Solomós, poeta e escritor grego (m. 1857).

### Século XIX
- 1818
  - August Wilhelm von Hofmann, químico e acadêmico alemão (m. 1892).
  - Cristiano IX da Dinamarca (m. 1906).
- 1827
  - Ramón Emeterio Betances, oftalmologista, jornalista e político porto-riquenho (m. 1898).
  - Barbara Bodichon, educadora britânica (m. 1891).
- 1859 — Edmund Husserl, matemático e filósofo austríaco-alemão (m. 1938).
- 1889 — Adrian Boult, maestro britânico (m. 1983).
- 1892
  - Richard Neutra, arquiteto austríaco-americano (m. 1970).
  - Mary Pickford, atriz, produtora e roteirista canadense-americana (m. 1979).
- 1896 — Yip Harburg, compositor americano (m. 1981).

### Século XX

#### 1901–1950
- 1902 — Andrew Irvine, alpinista e explorador britânico (m. 1924).
- 1904 — John Richard Hicks, economista e acadêmico britânico, ganhador do Prêmio Nobel (m. 1989).
- 1909 — John Fante, escritor e roteirista norte-americano (m. 1983).
- 1911
  - Melvin Calvin, químico e acadêmico americano, ganhador do Prêmio Nobel (m. 1997).
  - Emil Cioran, filósofo e acadêmico romeno-francês (m. 1995).
- 1912 — Sonja Henie, patinadora e atriz norueguesa-americana (m. 1969).
- 1915 — Ivan Supek, físico, filósofo e escritor croata (m. 2007).
- 1917 — Tadeusz Pietrzykowski, boxeador polonês (m. 1991).
- 1918
  - Betty Ford, primeira-dama estadunidense (m. 2011).
  - Roberta Cowell, piloto e empresária britânica (m. 2011).
- 1919 — Ian Smith, tenente e político zimbabueano (m. 2007).
- 1921 — Franco Corelli, tenor e ator italiano (m. 2003).
- 1922 — Carmen McRae, cantora, compositora, pianista e atriz americana (m. 1994).
- 1923 — Edward Mulhare, ator irlandês-americano (m. 1997).
- 1928 — Clementino Kelé, ator brasileiro.
- 1929
  - Jacques Brel, compositor, cantor e ator belga (m. 1978).
  - Renzo De Felice, historiador e escritor italiano (m. 1996).
- 1930 — Carlos Hugo de Bourbon-Parma (m. 2010).
- 1931 — John Gavin, ator e diplomata americano (m. 2018).
- 1932 — Jean-Paul Rappeneau, cineasta e cenarista francês.
- 1933 — James Lockhart, historiador estadunidense (m. 2014).
- 1934 — Kisho Kurokawa, arquiteto japonês (m. 2007).
- 1937
  - Tony Barton, futebolista e treinador de futebol britânico (m. 1993).
  - Seymour Hersh, jornalista e escritor americano.
- 1938
  - Kofi Annan, economista e diplomata ganense (m. 2018).
  - Mary W. Gray, matemática, estatística e advogada americana.
- 1940 — John Havlicek, jogador de basquete americano (m. 2019).
- 1941 — Vivienne Westwood, estilista britânica (m. 2022).
- 1942
  - Tony Banks, político britânico (m. 2006).
  - Roger Chapman, cantor, compositor e guitarrista britânico.
- 1943
  - Michael Bennett, dançarino, coreógrafo e diretor americano (m. 1987).
  - Eberhard Vogel, ex-futebolista alemão.
- 1944 — Tião d'Avila, ator brasileiro.
- 1946 — Catfish Hunter, jogador de beisebol americano (m. 1999).
- 1947
  - Robert Kiyosaki, empresário americano.
  - Steve Howe, guitarrista, compositor e produtor britânico.
  - Pascal Lamy, empresário e político francês.
  - Larry Norman, cantor, compositor e produtor americano (m. 2008).
- 1948 — Ângela Guadagnin, médica e política brasileira.
- 1949
  - John Madden, diretor e produtor britânico.
  - Brenda Russell, cantora, compositora e tecladista americano-canadense.
- 1950 — Grzegorz Lato, ex-futebolista e treinador de futebol polonês.

#### 1951–2000
- 1951
  - Geir Haarde, economista, jornalista e político islandês.
  - Mel Schacher, baixista americano.
  - Joan Sebastian, cantor, compositor e ator mexicano (m. 2015).
- 1954 — Gary Carter, jogador e treinador de beisebol americano (m. 2012).
- 1955
  - Ron Johnson, empresário e político americano.
  - Aleksandr Chivadze, ex-futebolista georgiano.
  - Agostino Di Bartolomei, futebolista italiano (m. 1994).
- 1956
  - Michael Benton, paleontólogo e acadêmico britânico.
  - Christine Boisson, atriz francesa (m. 2024).
  - Jim Piddock, ator, produtor e roteirista britânico.
  - Vicente Paulo da Silva, sindicalista e político brasileiro.
- 1959 — Alain Bondue, ciclista francês.
- 1960
  - Daniel Bueno, cantor brasileiro.
  - John Schneider, ator norte-americano.
- 1961
  - Luiz Thunderbird, músico e apresentador brasileiro.
  - Leoni, cantor e compositor brasileiro.
- 1962
  - Paddy Lowe, engenheiro britânico.
  - Izzy Stradlin, guitarrista e compositor norte-americano.
- 1963
  - Terry Porter, jogador e treinador de basquete americano.
  - Donita Sparks, cantora, compositora e guitarrista americana.
  - Zeca Camargo, apresentador e jornalista brasileiro.
  - Julian Lennon, cantor e compositor britânico.
- 1964 — Biz Markie, rapper, produtor e ator americano (m. 2021).
- 1966
  - Iveta Bartošová, cantora e atriz tcheca (m. 2014).
  - Mazinho, ex-futebolista brasileiro.
  - Mark Blundell, automobilista britânico.
  - Dalton Grant, atleta britânico.
  - Harri Rovanperä, automobilista finlandês.
  - Robin Wright, atriz, diretora, produtora americana.
- 1968
  - Patricia Arquette, atriz norte-americana.
  - Patricia Girard, atleta francesa.
- 1969
  - Sorato, ex-futebolista brasileiro.
  - Dulce Pontes, cantora portuguesa.
- 1972
  - Sergei Magnitsky, advogado e contador russo (m. 2009).
  - Piotr Świerczewski, futebolista polonês.
  - Paul Gray, baixista estadunidense (m. 2010).
- 1973
  - Khaled Badra, futebolista tunisino.
  - Emma Caulfield, atriz norte-americana.
- 1974
  - Nnedi Okorafor, escritora e educadora nigeriano-americana.
  - Marco Luque, humorista, apresentador e ator brasileiro.
- 1975
  - Anouk, cantora neerlandesa.
  - Timo Pérez, jogador de beisebol dominicano-americano.
  - Funda Arar, cantora turca.
  - Oksana Kazakova, patinadora artística russa.
- 1977
  - Ana de la Reguera, atriz mexicana.
  - Mark Spencer, programador de computador e engenheiro americano.
- 1978 — Rachel Roberts, modelo e atriz canadense.
- 1979 — Alexi Laiho, cantor, compositor e guitarrista finlandês (m. 2020).
- 1980
  - Manuel Ortega, cantor austríaco.
  - Katee Sackhoff, atriz americana.
  - Thiago Gentil, futebolista brasileiro.
- 1981
  - Frédérick Bousquet, nadador francês.
  - Taylor Kitsch, ator e modelo canadense.
- 1982
  - Gennady Golovkin, boxeador cazaquistanês.
  - Wendel, futebolista brasileiro.
- 1983
  - Tatyana Arkhipova, corredora russa.
  - Edson Braafheid, futebolista neerlandês.
  - Bruno Vale, futebolista português.
- 1984 — Ezra Koenig, cantor, compositor e guitarrista americano.
- 1986
  - Hernane, futebolista brasileiro.
  - Igor Akinfeev, futebolista russo.
  - Félix Hernández, jogador de beisebol venezuelano-americano.
  - Raffaele De Martino, futebolista italiano.
- 1987 — Royston Drenthe, futebolista neerlandês.
- 1990 — Kim Jong-hyun, cantor sul-coreano (m. 2017).
- 1991
  - Ana Carolina da Silva, voleibolista brasileira.
  - Minami Takahashi, cantora japonesa.
- 1992 — Mathew Ryan, futebolista australiano.
- 1994 — Pedro Malta, ator brasileiro.
- 1995 — Cedi Osman, jogador de basquete turco.
- 1997 — Saygrace, cantora e compositora australiana.

### Século XXI
- 2001 — Quinn Simmons, ciclista estadunidense.
- 2002 — Skai Jackson, atriz americana.

## Mortes

Per Yngve Ohlin

### Anteriores ao século XIX
- 0217 — Caracala, imperador romano (n. 188).
- 0622 — Shōtoku Taishi, príncipe japonês (n. 572).
- 0632 — Cariberto II, rei franco (n. 607).
- 0956 — Gilberto da Borgonha, nobre franco (n. 900).
- 1143 — João II Comneno, imperador bizantino (n. 1087).
- 1321 — Tomás de Tolentino, missionário ítalo-franciscano (n. 1255).
- 1364 — João II da França (n. 1319).
- 1450 — Sejong, o Grande, rei coreano (n. 1397).
- 1461 — Georg von Peuerbach, matemático e astrônomo alemão (n. 1423).
- 1492 — Lourenço de Médici, governante italiano (n. 1449).
- 1551 — Oda Nobuhide, senhor da guerra japonês (n. 1510).
- 1586 — Martin Chemnitz, teólogo e reformador luterano (n. 1522).
- 1612 — Ana Catarina de Brandemburgo (n. 1575).
- 1734 — Henriqueta Carlota de Nassau-Idstein, duquesa de Saxe-Merseburgo (n. 1693).

### Século XIX
- 1816 — Júlia Billiart, santa católica francesa (n. 1751).
- 1835 — Wilhelm von Humboldt, linguista, diplomata e filósofo alemão (n. 1767).
- 1848 — Gaetano Donizetti, compositor de óperas italiano (n. 1797).
- 1861 — Elisha Otis, empresário americano (n. 1811).
- 1877 — Bernardino António Gomes, filho, médico e naturalista português (n. 1806).

### Século XX
- 1906 — Auguste Deter, alemã, primeira pessoa diagnosticada com doença de Alzheimer (n. 1850).
- 1919 — Loránd Eötvös, físico húngaro, acadêmico e político (n. 1848).
- 1931 — Erik Axel Karlfeldt, poeta sueco, ganhador do Prêmio Nobel (n. 1864).
- 1936 — Robert Bárány, médico e acadêmico austríaco, ganhador do Prêmio Nobel (n. 1876).
- 1950 — Vaslav Nijinski, dançarino e coreógrafo polonês (n. 1890).
- 1962 — Juan Belmonte, toureiro espanhol (n. 1892).
- 1969 — Zinaída Akséntieva, astrônoma ucraniana (n. 1900).
- 1972 — Sherwin Badger, patinador artístico estadunidense (n. 1901).
- 1973 — Pablo Picasso, pintor e escultor espanhol (n. 1881).
- 1974 — James Charles McGuigan, cardeal canadense (n. 1894).
- 1981 — Omar Bradley, general americano (n. 1893).
- 1984 — Pyotr Kapitsa, físico e acadêmico russo, ganhador do Prêmio Nobel (n. 1894).
- 1986 — Yukiko Okada, cantora e pianista japonesa (n. 1967).
- 1990 — Ryan White ativista americano (n. 1971).
- 1991 — Per Yngve Ohlin, músico sueco (n. 1969).
- 1992 — Daniel Bovet, farmacologista e acadêmico suíço-italiano, ganhador do Prêmio Nobel (n. 1907).
- 1993 — Marian Anderson, cantora de ópera americana (n. 1897).
- 1996 — Ben Johnson, ator e dublê americano (n. 1918).
- 1997 — Laura Nyro, cantora, compositora e pianista americana (n. 1947).
- 2000 — Claire Trevor, atriz americana (n. 1910).

### Século XXI
- 2003 — Maki Ishii, compositor japonês (n. 1936).
- 2005 — Onna White, coreógrafa e dançarina canadense (n. 1922).
- 2007 — Sol LeWitt, pintor e escultor americano (n. 1928).
- 2008 — Stanley Kamel, ator estado-unidense (n. 1943).
- 2009
  - Francarlos Reis, ator e diretor teatral brasileiro (n. 1941).
  - Tavares da Gaita, compositor, percussionista e desenhista brasileiro (n. 1925).
- 2010
  - Teddy Scholten, cantora neerlandesa (n. 1926).
  - Ivo Rodrigues, músico brasileiro (n. 1949).
  - Malcolm McLaren, cantor e compositor britânico (n. 1946).
- 2012 — Jack Tramiel, empresário polonês-americano (n. 1928).
- 2013
  - Annette Funicello, atriz e cantora americana (n. 1942).
  - Sara Montiel, atriz e cantora hispano-mexicana (n. 1928).
  - Margaret Thatcher, política britânica (n. 1925).
- 2014
  - Emmanuel III Delly, patriarca iraquiano (n. 1927).
  - Karlheinz Deschner, escritor e ativista alemão (n. 1924).
- 2015 — Jean-Claude Turcotte, cardeal canadense (n. 1936).
- 2022 — Dalmo Dallari, jurista brasileiro (n. 1931).
- 2023 — Paulo de Tarso Sanseverino, jurista, magistrado e professor brasileiro (n.1959).
- 2025 — Manga, ex-futebolista brasileiro (n. 1937).

## Feriados e eventos cíclicos
- Dia Mundial do Combate ao Câncer
- Dia internacional dos Ciganos (Romani)

### Internacional
- Dia da deusa do fogo, Chin Iki Tchöen - China
- Festival das Flores, em que é celebrado o nascimento de Buda - Japão
- Dia do Shiatsu - Japão
- Dia Mundial da Astronomia

### Brasil
- Dia da Natação
- Dia do Correio
- Dia Nacional do Sistema Braille
- Aniversário do município de Amparo
- Aniversário do município de Cuiabá
- Aniversário do município de Santo André

### Cristianismo
- Deruviano
- Dionísio de Alexandria
- Dionísio de Corinto
- Domingos do Santíssimo Sacramento
- Hermas da Dalmácia
- Júlia Billiart

## Outros calendários
- No calendário romano era o 6.º dia (VI) antes dos idos de abril.
- No calendário litúrgico tem a letra dominical G para o dia da semana.
- No calendário gregoriano a epacta do dia é xxi.